# トゥラープル

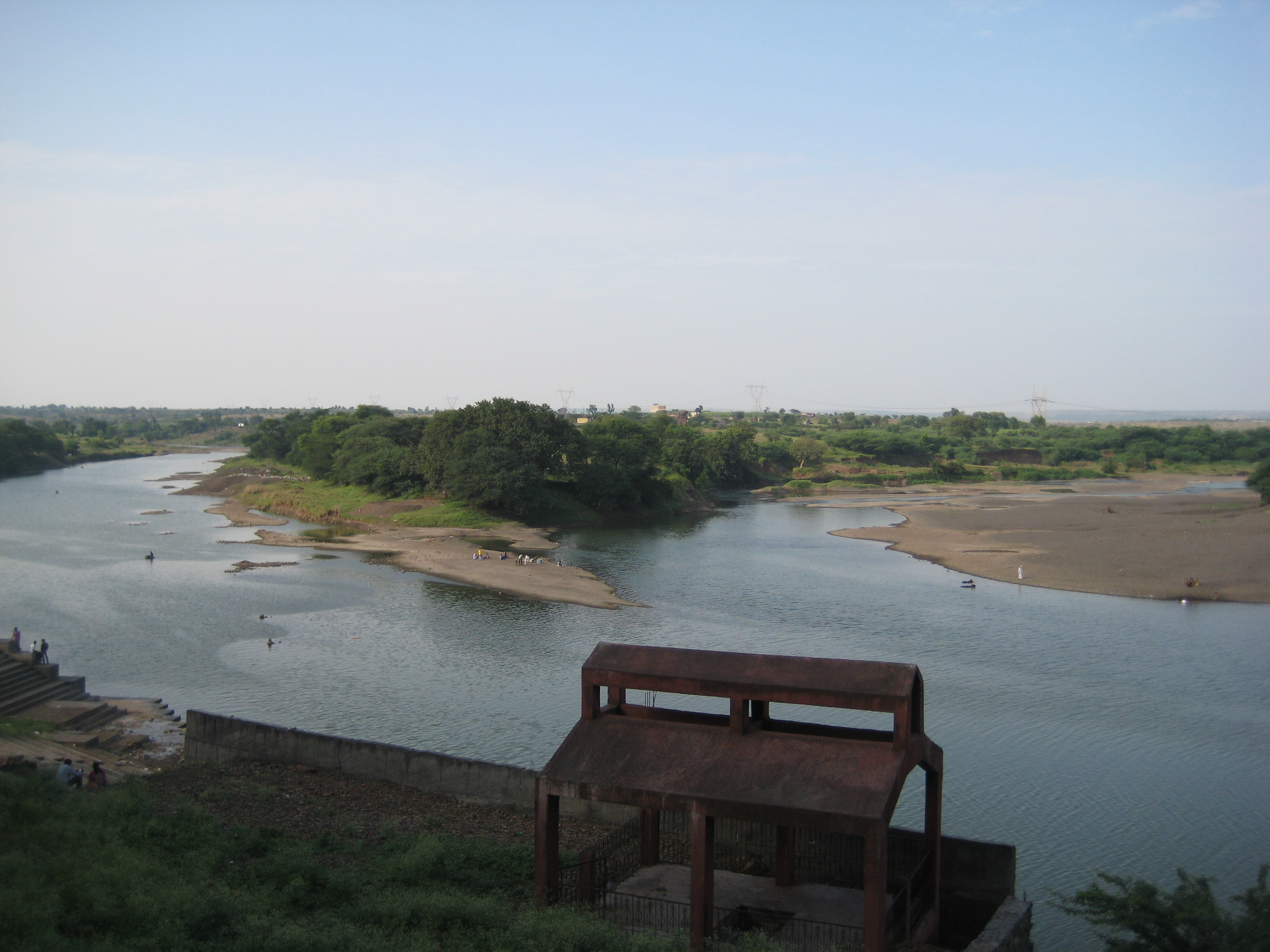
トゥラープル近くのサンガメーシュワル

トゥラープル（マラーティー語: तुळापूर, 英語: Tulapur）は、インドのマハーラーシュトラ州、プネー県の村。マラーター王国の君主サンバージーの終焉の地である。

## 歴史

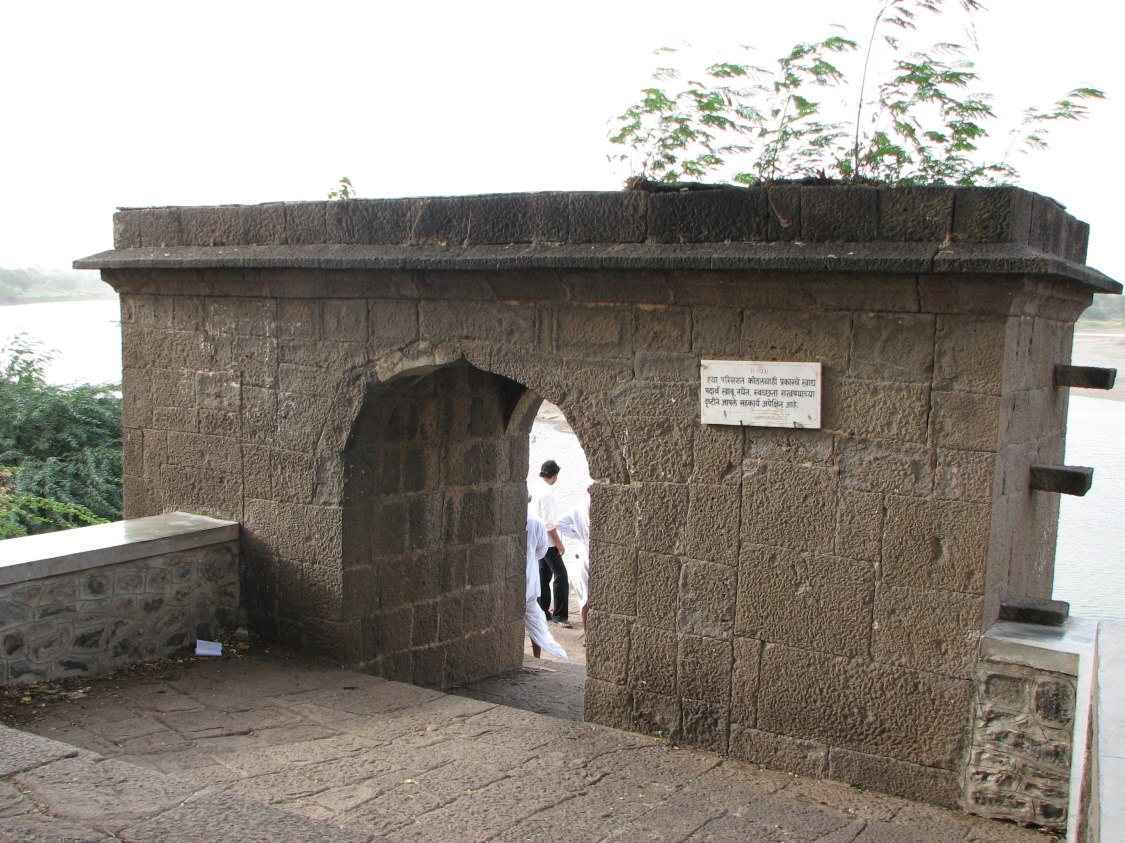
サンバージーが処刑された場所

1689年2月、マラーター王サンバージー（シヴァージーの息子）はこの村の近くサンガメーシュワルで、アウラングゼーブの奇襲により捕えられた。その後、サンバージーは拷問を受けた。
同年3月11日、サンバージーはビーマー川の河畔で処刑され、その肉は犬の餌にされた。
その後、サンバージーはこの地で人々によって供養された。現在はこの地には銅像が建設されている。

## 地理
- プネーが近郊にある。

## トゥラープルのサンバージー像

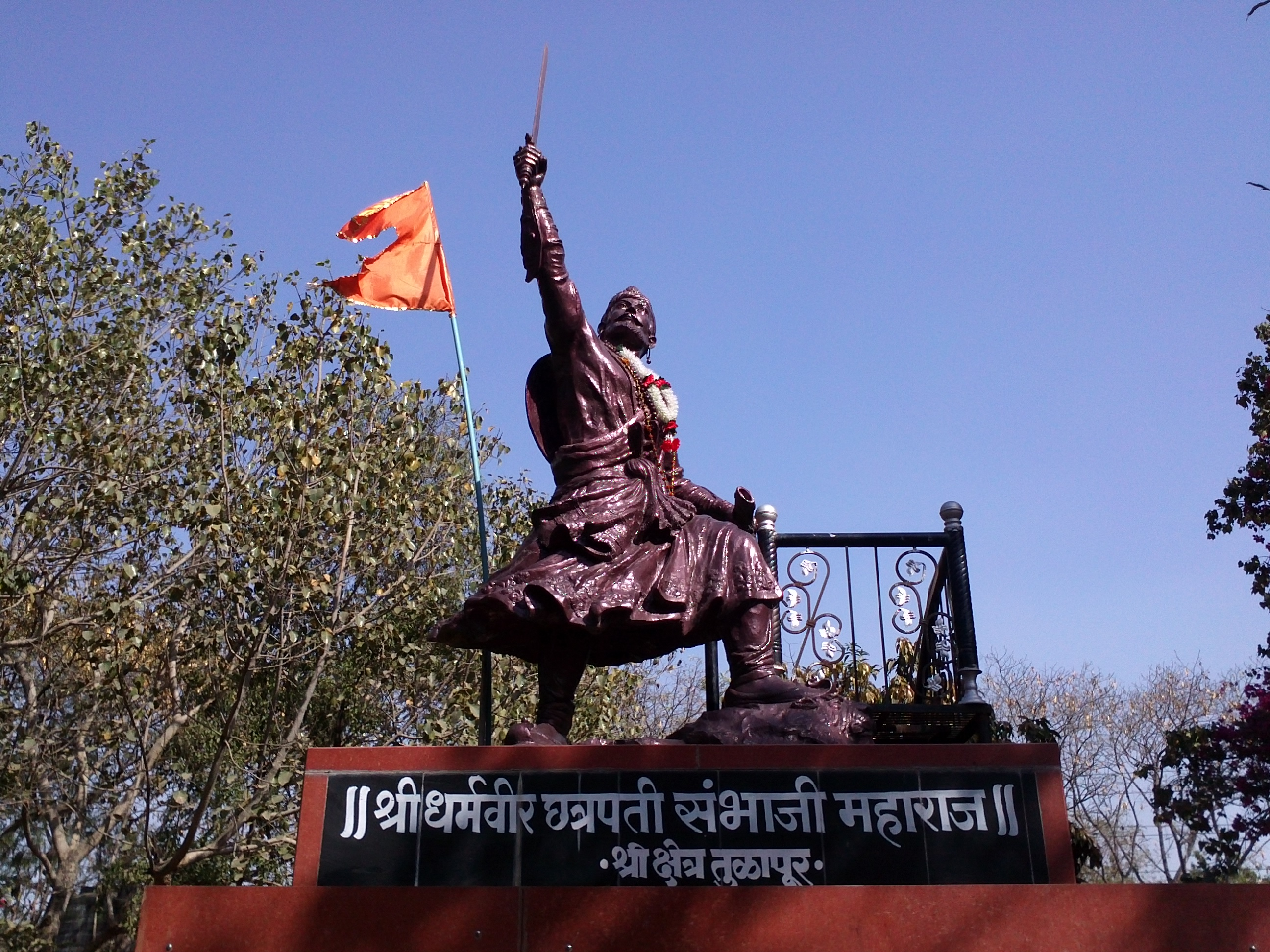
サンバージーの銅像

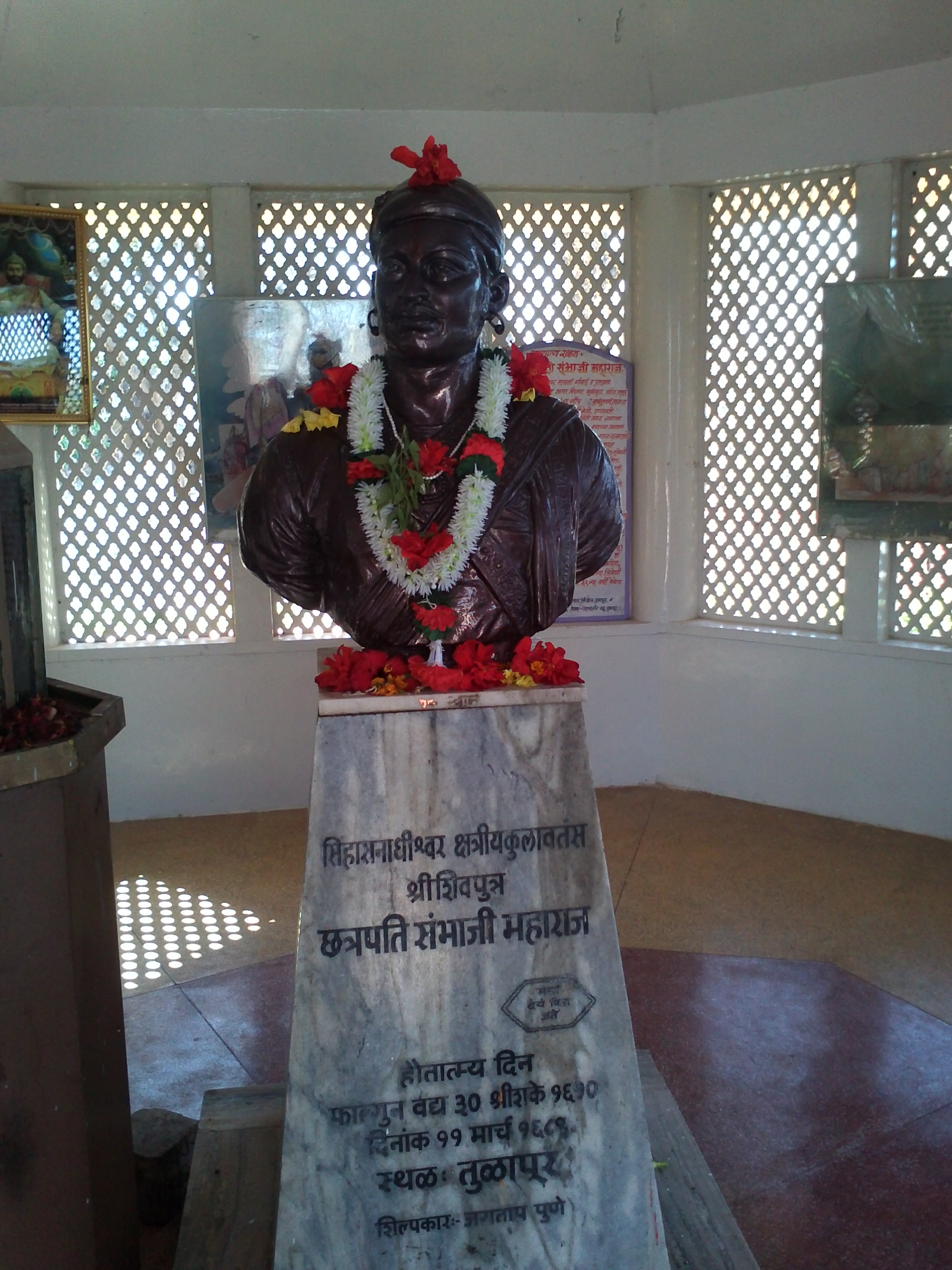
サンバージーの胸像

サンバージー終焉の地トゥラープルには、サンバージー像が2つあり、そのうちの一つは胸像である。